# Abraxas cosmia
Abraxas cosmia är en fjärilsart som beskrevs av Eugen Wehrli 1931. Abraxas cosmia ingår i släktet Abraxas och familjen mätare. Inga underarter finns listade i Catalogue of Life.